# Sukamulya (Singajaya)
Sukamulya is een bestuurslaag in het regentschap Garut van de provincie West-Java, Indonesië. Sukamulya telt 5146 inwoners (volkstelling 2010).